# Thomas A. Jenkins

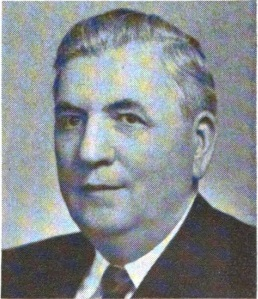
Thomas A. Jenkins (1955)

Thomas Albert Jenkins (* 28. Oktober 1880 in Oak Hill, Jackson County, Ohio; † 21. Dezember 1959 in Worthington, Ohio) war ein US-amerikanischer Politiker. Zwischen 1925 und 1959 vertrat er den Bundesstaat Ohio im US-Repräsentantenhaus.

## Werdegang
Thomas Jenkins besuchte die öffentlichen Schulen und die High School seiner Heimat. Im Jahr 1901 absolvierte er die Providence University in seiner Heimatstadt Oak Hill. Nach einem anschließenden Jurastudium an der Ohio State University in Columbus und seiner 1907 erfolgten Zulassung als Rechtsanwalt begann er in Ironton in diesem Beruf zu arbeiten. Zwischen 1916 und 1920 war er Staatsanwalt im Lawrence County. Gleichzeitig schlug er als Mitglied der Republikanischen Partei eine politische Laufbahn ein. In den Jahren 1923 und 1924 gehörte er dem Senat von Ohio an. Außerdem nahm er 1920 und 1924 als Delegierter an den Republican National Conventions teil, auf denen Warren G. Harding und später Calvin Coolidge als Präsidentschaftskandidaten nominiert wurden.
Bei den Kongresswahlen des Jahres 1924 wurde Jenkins im zehnten Wahlbezirk von Ohio in das US-Repräsentantenhaus in Washington, D.C. gewählt, wo er am 4. März 1925 die Nachfolge von Israel M. Foster antrat. Nach 16 Wiederwahlen konnte er bis zum 3. Januar 1959 insgesamt 17 Legislaturperioden im Kongress absolvieren. Bis 1941 wurden dort die New-Deal-Gesetze der Bundesregierung unter Präsident Franklin D. Roosevelt verabschiedet, denen Jenkins’ Partei eher ablehnend gegenüberstand. Im Jahr 1935 wurden erstmals die Bestimmungen des 20. Verfassungszusatzes angewendet, wonach die Legislaturperiode des Kongresses jeweils am 3. Januar endet bzw. beginnt. Seit 1941 war auch die Arbeit des Kongresses von den Ereignissen des Zweiten Weltkrieges geprägt. Außerdem fielen in Jenkins’ Zeit als Abgeordneter der Beginn des Kalten Krieges, der Koreakrieg und innenpolitisch die Bürgerrechtsbewegung. Im Jahr 1958 verzichtete er auf eine weitere Kandidatur. Er starb am 21. Dezember 1959 in Worthington und wurde in Ironton beigesetzt.